# Ilha Henderson
Henderson (anteriormente chamada de San Juan Bautista e mais tarde Ilha Elizabeth) é uma ilha pertencente ao grupo das ilhas Pitcairn, território britânico ultramarino. Henderson é uma das mais remotas ilhas do Oceano Pacífico. Conta com uma extensão de 3700 hectares e a sua particularidade consiste em ser um atol de coral elevado e coberto de bosques quase sem exploração. Alberga plantas, animais invertebrados e pássaros endémicos, entre os quais há a salientar o pombo  e o papagaio-de-henderson.
Foi descoberta em 1606 pelo navegador português Pedro Fernandes de Queirós.
A ausência de população humana permitiu-lhe ser o único atol coralífero do mundo intacto, no entanto, pesquisas levadas a cabo em 2017 levaram à descoberta de uma grande acumulação de resíduos plásticos nas praias. Continua, ainda assim, a ser um local privilegiado para o estudo da biologia, dada a grande biodiversidade presente numa ilha tão pequena: 10 das 51 espécies de plantas com flor, todas as 4 espécies de aves terrestres, e um terço de todas as espécies de insectos e gastrópodes identificados são endémicos desta ilha.